# Radlin Obszary
Radlin Obszary – przystanek kolejowy i posterunek odgałęźny w Radlinie, w dzielnicy Obszary, w województwie śląskim, w Polsce.

## Ruch pasażerski
| Rok  | Wymiana pasażerska na dobę |
| ---- | -------------------------- |
| 2017 | 20-49                      |
| 2022 | 50-99                      |
| 2023 | 100-149                    |